# Isaac Milner
Isaac Milner FRS (Mabgate, Leeds, 11 de janeiro de 1750 — 1 de abril de 1820) foi um matemático e inventor inglês. Foi presidente do Queens' College e professor lucasiano.